# Eisfischen

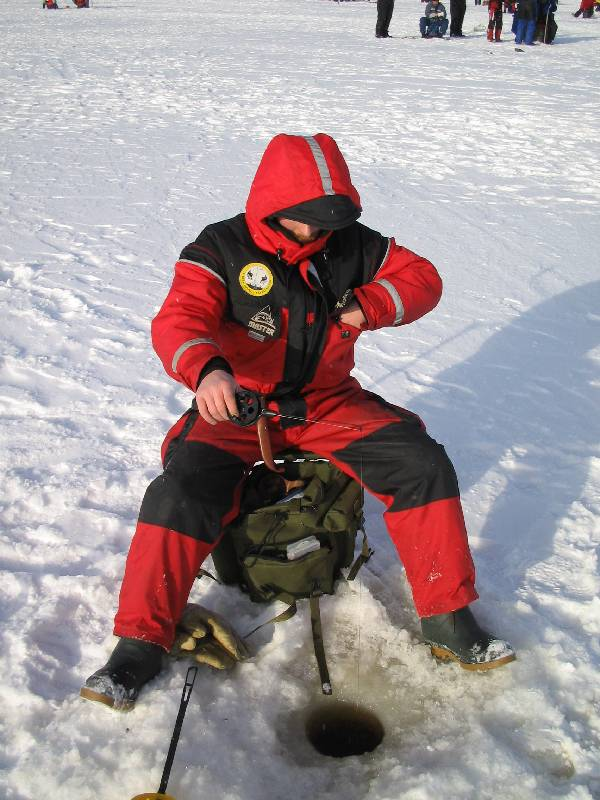
Miljoona Pilkki – Teilnehmer am Eisfischwettbewerb im Jahre 2005

Eisfischen ist eine Angelpraktik, bei der die Fische aus zugefrorenen Meeren oder Seen durch Eislöcher gefischt werden.

## Eisfischen allgemein
Eisfischen wird vor allem in Kanada, Finnland, Norwegen, Schweden, Südkorea und Russland betrieben; in den USA hauptsächlich auf den Großen Seen, dort wurde es vor allem durch finnische, schwedische und norwegische Auswanderer eingeführt. Das Eisfischen hat in den letzten Jahren auch in der Schweiz Anhänger gefunden, sodass diese Praktik mittlerweile auf dem Oeschinensee schon häufig angewandt wird.

## Ausrüstung

### Angel

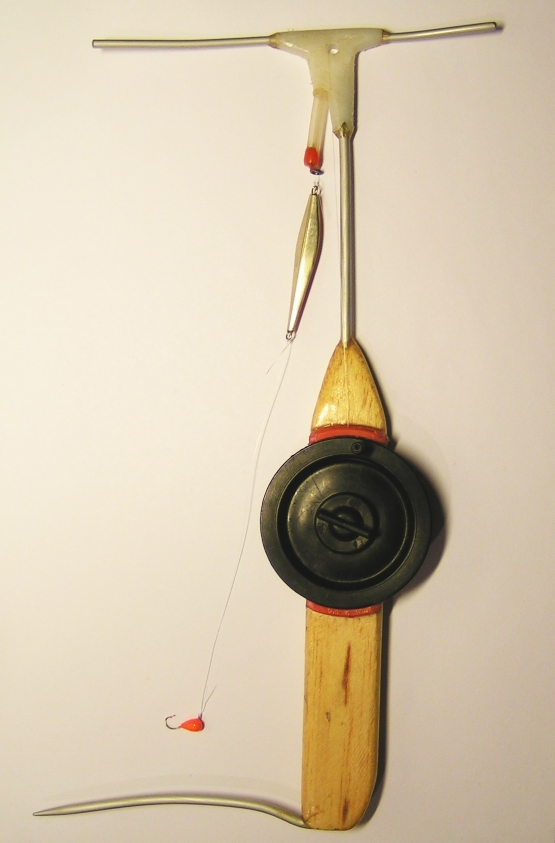
Bei Meisterschaften zum Einsatz kommende Gabelangel

Die Angel ist im Vergleich zu einer normalen Fischerrute sehr klein (20 cm). Anstatt einer Haspel mit Übersetzung wird meist eine einfache Rolle für die Aufbewahrung der Schnur verwendet. Vielfach dient eine Feder oder ein weiches Stück Plastik der Erkennung eines Bisses.

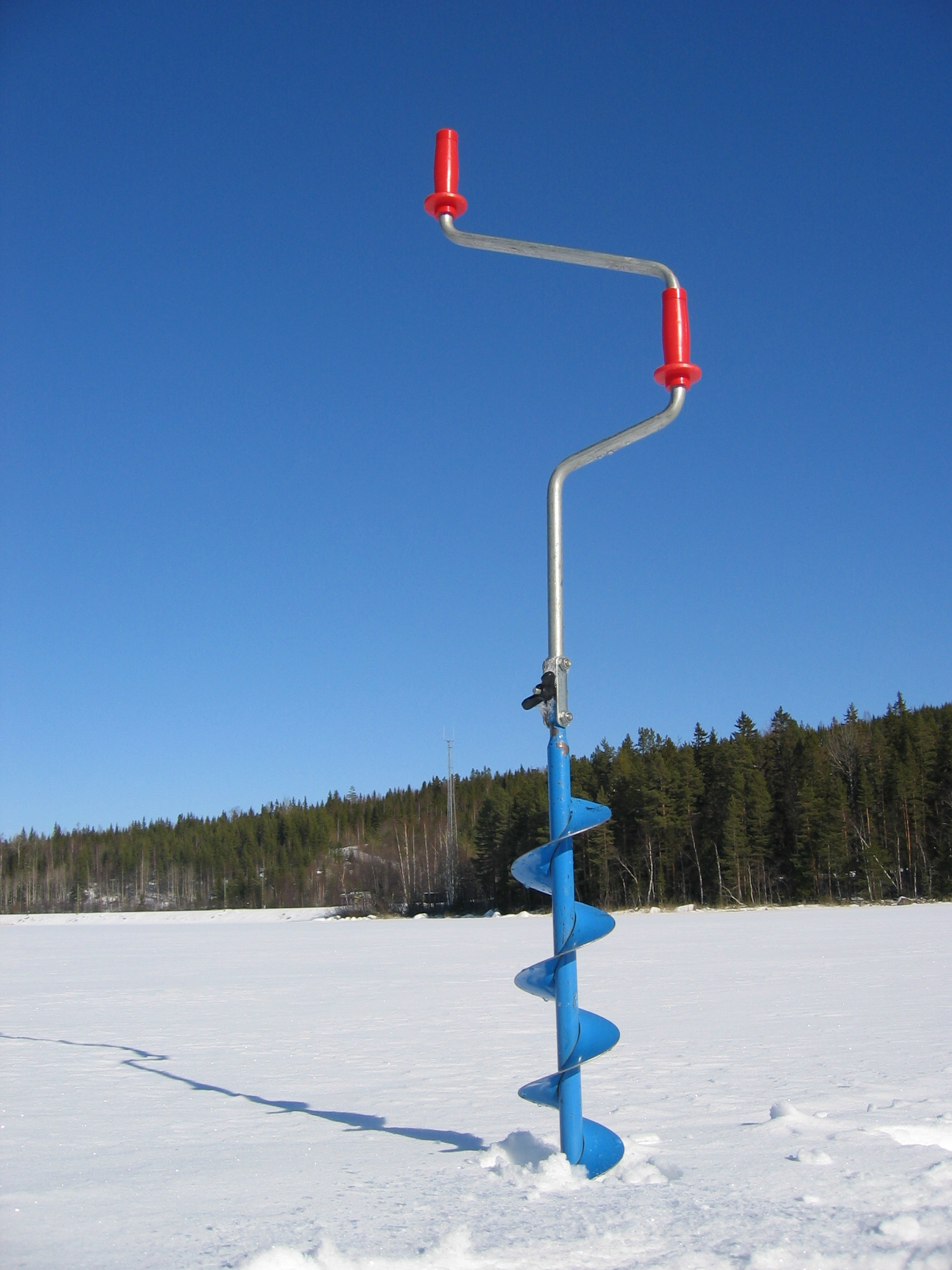
Ein Eisbohrer

### Eisbohrer
Ein Eisbohrer ist unbedingt nötig, um ein Loch – die sogenannte Wuhne – in das Eis zu bohren. Der Bohrer kann handbetrieben oder mit einem Motor ausgerüstet sein. Bei dünnem Eis (bis 15 cm) kann das Eis auch mit einem Pickel gelocht werden.

### Zusätzliche Ausrüstung
- Spezielle Spikes dienen der Sicherheit des Eisfischers. Sie werden leicht griffbereit, z. B. um den Hals gehängt, mitgetragen. Wenn das Eis bricht, werden die Nadeln in den Eisrand geschlagen, damit sie beim Ausstieg aus dem eiskalten Wasser helfen.
- Die Eiskelle ist eine Kelle aus einem Gittergeflecht, mit der Eisstücke aus dem Loch entfernt werden.